# Estação Moema
A Estação Moema é uma das estações do metrô da cidade brasileira de São Paulo. Operada pela ViaMobilidade, pertence à Linha 5–Lilás, que atualmente chegou à estação Chácara Klabin da Linha 2–Verde em 28 de setembro de 2018.
A Estação fica localizada em uma confluência entre a Avenida Ibirapuera com as avenidas Jamaris, Divino Salvador e Sabiá no bairro de Indianópolis, no distrito de Moema, na Zona Centro-Sul de São Paulo.
Assim como a Estação Eucaliptos, a Estação Moema possui integração tarifada com o corredor de ônibus Ver. José Diniz - Ibirapuera - Centro, na Avenida Ibirapuera, em frente à estação.

## Construção
Inicialmente, a previsão de entrega da estação era para o ano de 2014, mas uma suspeita de corrupção por meio de um conluio de empresas vinda da Promotoria acabou suspendendo as obras por 15 meses, gerando o atraso. Por conta disso e também pelo fato das desapropriações também terem adiado o início das obras, a inauguração da estação acabou sendo postergada para 2018.
Posteriormente, devido ao adiantamento das obras, o Governador Geraldo Alckmin adiantou a entrega da estação para dezembro de 2017, junto com a Estação Eucaliptos, porém em novembro de 2017 o metrô cravou que a entrega das estações será "nos próximos meses". Em fevereiro o secretario de transportes Clodoaldo Pelissoni prometeu inauguração para abril de 2018.
Assim como sobre outras estações da Linha 5, a Estação Moema possuirá uma área verde. A mesma poderá contar com eventos como campanhas de vacinação, feiras e exposições. A iniciativa foi aprovada pela presidente da Associação dos Moradores de Moema, segundo ela, a associação deseja que sejam evitados os cortes e retiradas de árvores por causa da obra. Um estudo realizado pela empresa Tiisa apontou a possibilidade de manutenção de 76 árvores, transplantações de 6 e remoção de 33 nas obras das estações Moema e Eucaliptos. 110 árvores seriam plantadas para compensar o impacto causado pelas obras.
Originalmente nos planos do Metrô de São Paulo de 1968, a Estação Moema seria a estação terminal da primeira fase de um Ramal da Linha 1–Azul, partindo da atual Estação Paraíso, seguindo pela Avenida 23 de Maio e posteriormente pela Avenida Ibirapuera. A segunda fase de expansão do Ramal, seguiria até a Estação Santo Amaro, e provavelmente possuiria um trajeto semelhante da atual Linha 5–Lilás. Após a sua entrega ser adiada por diversas vezes, no dia 31 de março de 2018, durante a cerimônia de entrega da Linha 13-Jade da CPTM, o governador Geraldo Alckmin confirmou finalmente a entrega oficial da estação Moema para o dia 5 de abril de 2018. A partir de 31 de agosto do mesmo ano, passou a operar em horário comercial, juntamente com a inauguração da Estação AACD–Servidor.

## Características
A estação é subterrânea, executada em vala a céu aberto (VCA) com estrutura em concreto aparente e cobertura do acesso principal através de cúpula de aço e vidro, para iluminação natural. Conta com dois acessos, ambos com escadas rolantes nos dois sentidos e elevadores para pessoas com deficiência e mobilidade reduzida. Possui mezanino com bilheterias e distribuição de passageiros, além de duas plataformas laterais.

## Funcionamento da Linha
| Linha   | Terminais                      | Estações | Principais destinos | Duração das viagens (min) | Intervalo mínimo entre trens (s) | Funcionamento                                                        |
| ------- | ------------------------------ | -------- | --- | ------------------------- | -------------------------------- | -------------------------------------------------------------------- |
| 5 Lilás | Capão Redondo ↔ Chácara Klabin | 17       | Vila Mariana, Vila Clementino, Ibirapuera, Moema, Indianópolis, Campo Belo, Brooklin, Santo Amaro, Jardim São Luís, Campo Limpo, Capão Redondo | 33                        | 75 (projetado) 165 (atual)       | De domingo à sexta-feira, das 4h40 às 0h. Aos sábados das 4h40 às 1h |